# That'll Be the Day (brano musicale)
That'll Be the Day è un brano musicale dei Crickets di Buddy Holly che ufficialmente il cantante compose assieme a Jerry Allison e Norman Petty.

## Il brano

### Versione originale
Buddy Holly, assieme ad una sua precedente band, un gruppo rockabilly chiamato The Three Tunes, nel quale militava anche Jerry Allison, coautore del pezzo. Holly ed Allison andarono assieme a vedere il western Sentieri selvaggi (The Searchers) di John Ford; una battuta, ripetuta frequentemente nel corso della pellicola, era: «That'll Be the Day» ("Quello sarà il giorno"). Qualche tempo dopo, mentre i due passeggiavano nei dintorni della casa di Allison, Holly disse all'amico che sarebbe stato bello scrivere una hit; Jerry rispose «That'll Be the Day», che divenne il titolo della composizione.
Una prima incisione di That'll Be the Day risale al 22 luglio 1956: i Three Tunes la registrarono per la Decca Records ai Bradley's Barn di Nashville, sotto la produzione di Owen Bradley, che però non apprezzò la canzone, e, momentaneamente, non la fece pubblicare. Il 25 febbraio 1957 Buddy Holly, stavolta con i Crickets, registrò la prima versione pubblicata del pezzo a Clovis, Nuovo Messico, sotto la produzione di Norman Petty, che per questo venne accreditato come coautore; quest'incisione presenta dei coristi che in alcuni momenti hanno coperto la voce del chitarrista-compositore ed un cambio di tonalità, da Re a La maggiore. Pubblicata il 27 maggio 1957 sul singolo That'll Be The Day/I'm Lookin' For Someone To Love dalla Brunswick Records con il numero di catalogo 9-55009, arrivò alla prima posizione negli USA su The Billboard Hot 100 e nel Regno Unito, dove rimase per tre settimane al vertice e quindici settimane in totale nelle classifiche; inoltre, giunse alla 130ª posizione in Francia. In ristampe del 45 giri successive il lato B venne sostituito da Rock Me My Baby ed Oh Boy!. Fu il primo successo di Buddy Holly. Dopo questo enorme successo, la Decca commercializzò la versione originale, pubblicandola sul singolo That'll Be The Day/Rock Around With Ollie Vee con il numero di serie 9-30434; il singolo venne pubblicato in Europa dalla Maybellene Records con il numero di catalogo MBR 48. In seguito, il brano divenne la title track di un omonimo LP (1958), ed apparve su numerosissime raccolte, sia di Buddy Holly che non, come la colonna sonora di American Graffiti (1973) e Greatest Hits (1996).

#### Formazione

##### Versione del 1956
- Buddy Holly: voce, chitarra
- Sonny Curtis: chitarra
- Don Guess: basso elettrico
- Jerry Allison: batteria[3]

##### Versione del 1957
- Buddy Holly: voce, chitarra
- Niki Sullivan: cori, chitarra ritmica
- Larry Welborn: basso elettrico
- Jerry Allison: batteria
- Gary Tollett: cori
- Ramona Tollett: cori[3]

### I Quarrymen
That'll Be the Day fu la prima canzone insegnata a John Lennon dalla madre Julia su un vecchio banjo; successivamente il futuro Beatle disse che l'ascolto di Buddy Holly fu per lui un colpo sconvolgente. Paul McCartney ha in seguito ricordato che i chitarristi dei Quarrymen ebbero molte difficoltà a suonare l'introduzione di chitarra di questo brano, e che, con tanti sforzi, John trovò un modo per eseguirla in La maggiore; nessuno di loro aveva capito che era suonata anche con il capotasto. That'll Be the Day venne registrata, così come l'originale In Spite of All the Danger, il 14 luglio 1958 a Liverpool, nello studio casalingo di Percy Phillips per un prezzo poco superiore ai 17 scellini. Tragicamente, all'indomani dell'incisione, morì la mamma di Lennon. I Quarrymen avevano deciso che ogni componente del complesso avrebbe tenuto il 78 giri che avevano inciso per una settimana, ma, quando giunse il turno di John "Duff" Lowe, questi lo tenne per 23 anni, fino a quando, nel 1981, non lo vendette a McCartney. Quest'ultimo fece ascoltare unicamente That'll Be the Day in un documentario del 1985 su Buddy Holly; dopo varie apparizioni su bootleg, questa cover, assieme In Spite of All the Danger, apparve sull'Anthology 1 (1995). That'll Be the Day è la terza traccia (la seconda canzone), e viene ascoltata per intero dal pubblico per la prima volta in assoluto, poiché quello ascoltato dieci anni prima era solo una parte del disco; è preceduta da un brano di Lennon parlato, intitolato We were four guys... That's All, risalente ad un'intervista del chitarrista ritmico per il Rolling Stone Magazine dell'8 dicembre 1970, mentre, considerando solo le tracce musicali, prima di questa viene Free as a Bird, ed è seguita direttamente dall'altra facciata del 78 giri.

#### Formazione
- John Lennon: voce, chitarra
- Paul McCartney: armonie vocali, chitarra
- George Harrison: chitarra
- John "Duff" Lowe: pianoforte
- Colin Hanton: batteria[12]

### Altre cover
- Cliff Richard & The Drifters - aprile 1959
- Pat Boone - 1961
- Bobby Vee - 1963
- The Everly Brothers - 1965
- Adrian Smith - 1973
- The Flamin' Groovies - 1977
- The Hollies - ottobre 1980
- Hank Marvin - novembre 1996
- P.J. Proby - 2003
- Modest Mouse - 2011[1]

## Curiosità
- I diritti d'autore dell'intero catalogo di Buddy Holly sono stati acquistati da Paul McCartney[14].
- I Quarrymen (il gruppo che ha dato vita ai Beatles) incise il brano (assieme ad uno composto da loro, In Spite of All the Danger) il 12 luglio 1958 ai Phillips Sound Recording Service di Liverpool.
- Il film The Searchers diede il nome anche ad un omonimo gruppo inglese[2].
- Questa canzone diede il titolo ad un omonimo film del 1973[2] in cui recita Ringo Starr[15]; l'album contenente la colonna sonora della pellicola non fece arrivare al vertice delle classifiche l'LP Living in the Material World (1973) di George Harrison[16]

### Annotazioni
1. ↑   accreditata a Buddy Holly e Norman Petty.
2. ↑  Fu l'unica prima posizione ottenuta da Buddy Holly negli States.
3. ↑   accreditato al solo Holly
4. ↑  A seconda delle fonti, sono indicati 17 scellini e 3 o 6 pence.

### Fonti
1. 1 2 3 4 5  (EN) Original versions of That'll Be the Day, written by Buddy Holly, Jerry Allison, Norman Petty, su secondhandsongs.com, SecondHandSongs. URL consultato il 10 agosto 2014.
2. 1 2 3 4 5 6 7  (EN) Autori vari, That'll Be the Day by Buddy Holly, su songfacts.com, Songfacts. URL consultato il 10 agosto 2014.
3. 1 2 3 4 5  (EN) Bill Dahl, That'll Be the Day - Buddy Holly, su allmusic.com, AllMusic. URL consultato il 10 agosto 2014.
4. ↑  (EN) Crickets, The (2) - That'll Be the Day/I'm Lookin' for Someone to Love, su discogs.com, Discogs. URL consultato il 10 agosto 2014.
5. ↑  (EN) Bruce Eder, Buddy Holly - Awards, su allmusic.com, AllMusic. URL consultato il 10 agosto 2014.
6. ↑  (EN) CRICKETS, su officialcharts.com, Official Charts Company. URL consultato il 10 agosto 2014.
7. ↑  (DE) Buddy Holly and the Crickets - That'll Be the Day, su hitparade.ch, HitParade. URL consultato il 10 agosto 2014.
8. ↑  (EN) Buddy Holly And Three Tunes, The – That'll Be The Day/Rock Around With Ollie Vee, su discogs.com, Discogs. URL consultato il 10 agosto 2014.
9. ↑   James Henke, Lennon Legend: Vita illustrata di John Lennon, Rizzoli Editore, 2003., pag. 9
10. ↑   The Beatles, The Beatles Anthology, Rizzoli Editore, 1999., pag. 22
11. 1 2   Hervé Bourhis, Il Piccolo Libro dei Beatles, Blackvelvet, 2012., pag. 16
12. 1 2  (EN) That'll Be the Day, su beatlesbible.com, The Beatles Bible. URL consultato il 10 agosto 2014.
13. ↑  (EN) Graham Calkin, Anthology 1, su jpgr.co.uk, JPGR. URL consultato il 10 agosto 2014.
14. ↑  Hervé Bourhis, pag. 140.
15. ↑  Hervé Bourhis, pag. 114.
16. ↑  (EN) Graham Calkin, Living in the Material World, su jpgr.co.uk, JPGR. URL consultato il 10 agosto 2014.